# Amaryllidaceae
Amaryllidacées, Amarylladacées, Amaryllidées
Famille
Classification APG III (2009)
Les Amaryllidaceae, en français Amaryllidacées, sont une famille de plantes monocotylédones appartenant à l'ordre des Asparagales.  Cette famille compte plus de 800 espèces réparties en une soixantaine de genres, dont plusieurs sont cultivées pour leur intérêt ornemental, tels que les Narcisses (Narcissus) ou les Amaryllis (genres Amaryllis et Hippeastrum).

## Étymologie
Le nom vient du genre Amaryllis du grec Ἀμαρυλλίς signifiant "brillante", qui est le nom d'un personnage des Bucoliques de Virgile (70-19 av. J.-C.) et des Idylles de Théocrite (315-250 av. J.-C.).

## Description
Ce sont des plantes herbacées, essentiellement bulbeuses, pérennes, à feuilles caduques, à ovaire infère, des régions tempérées à tropicales.
Les alcaloïdes isoquinoléiques sont caractéristiques de la famille[réf. nécessaire].
Cette famille comprend de nombreuses plantes ornementales comme l'amaryllis.

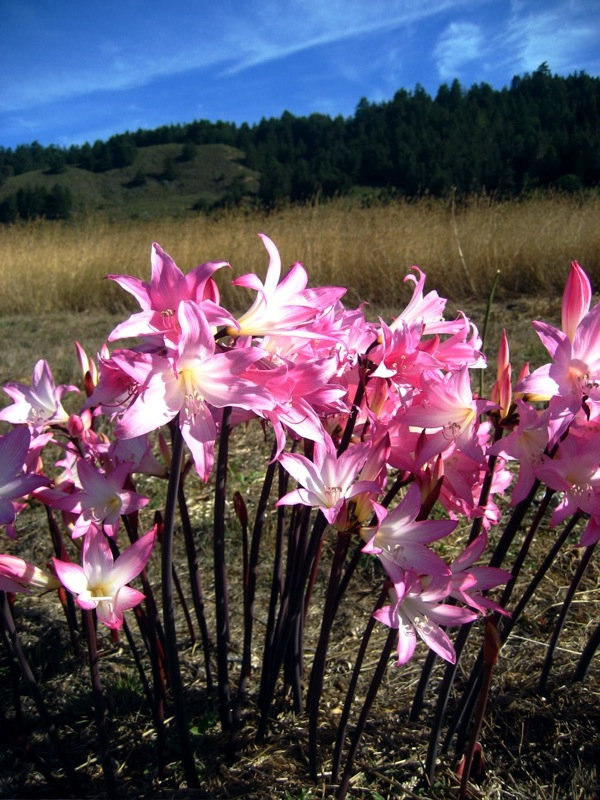
Amaryllis belladonna
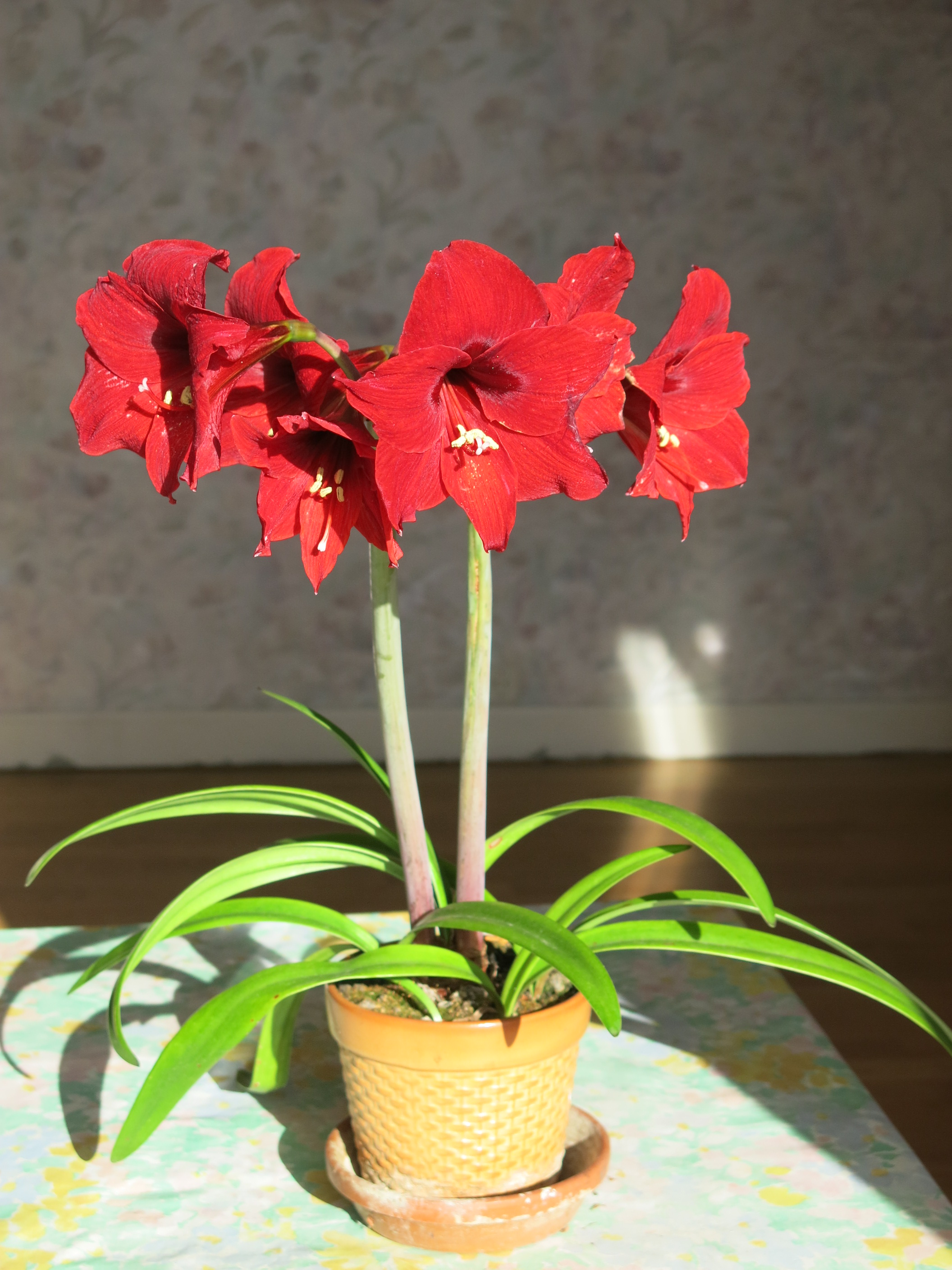
Cultivar d'Hippeastrum, l'« Amaryllis » des fleuristes
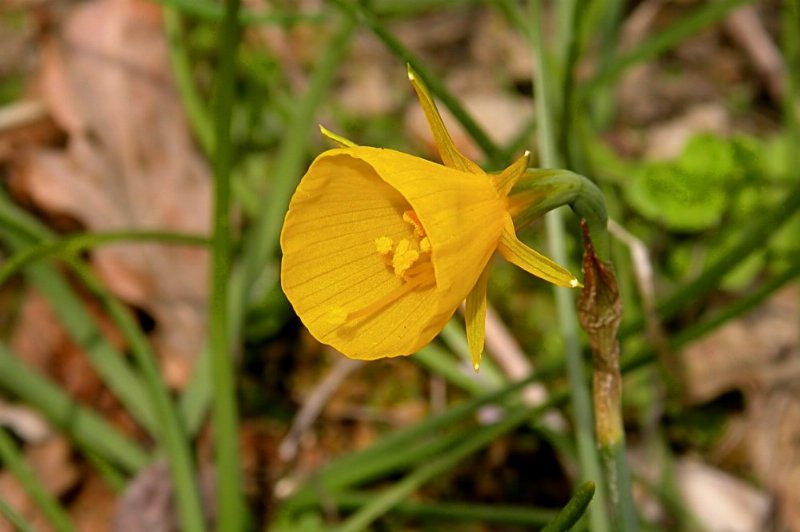
Trompette de Méduse (Narcissus bulbocodium) cultivée
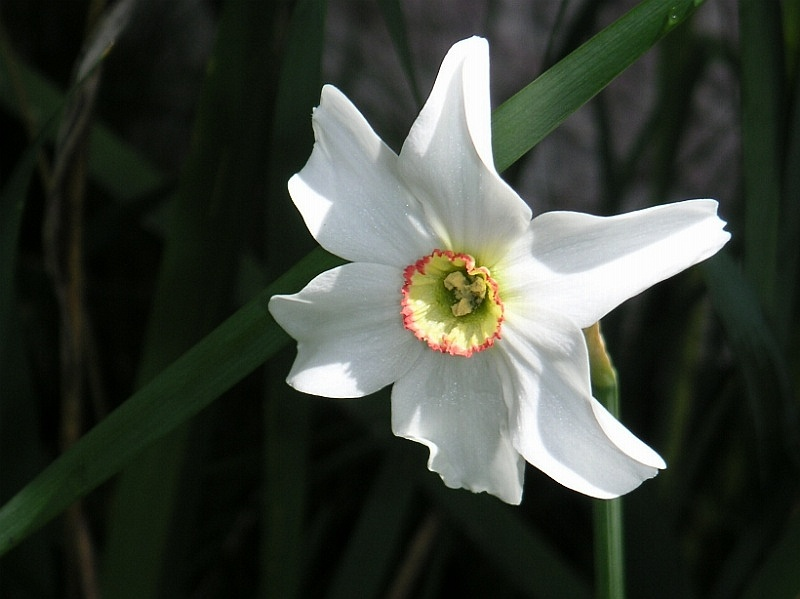
Narcisse des poètes (Narcissus poeticus) cultivé
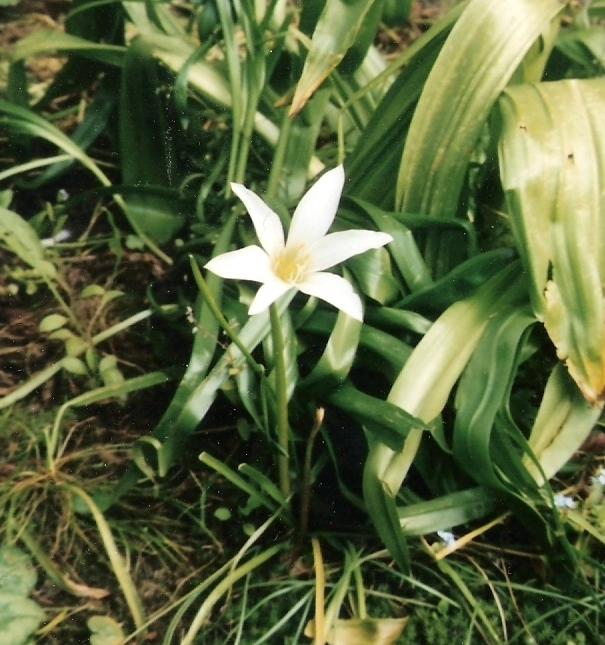
Zephyranthes atamasco cultivé
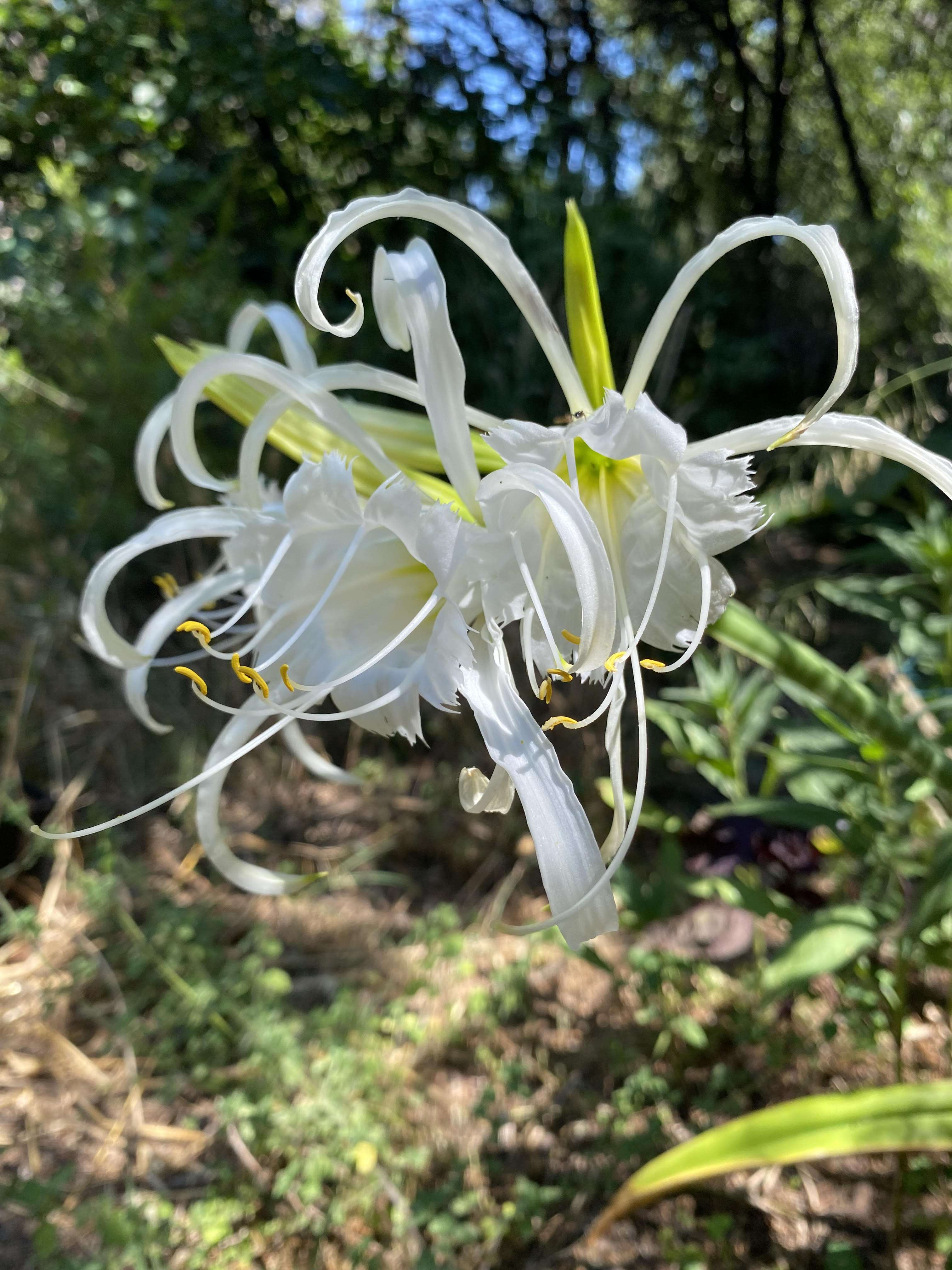
Hybride Ismene × deflexa cultivé
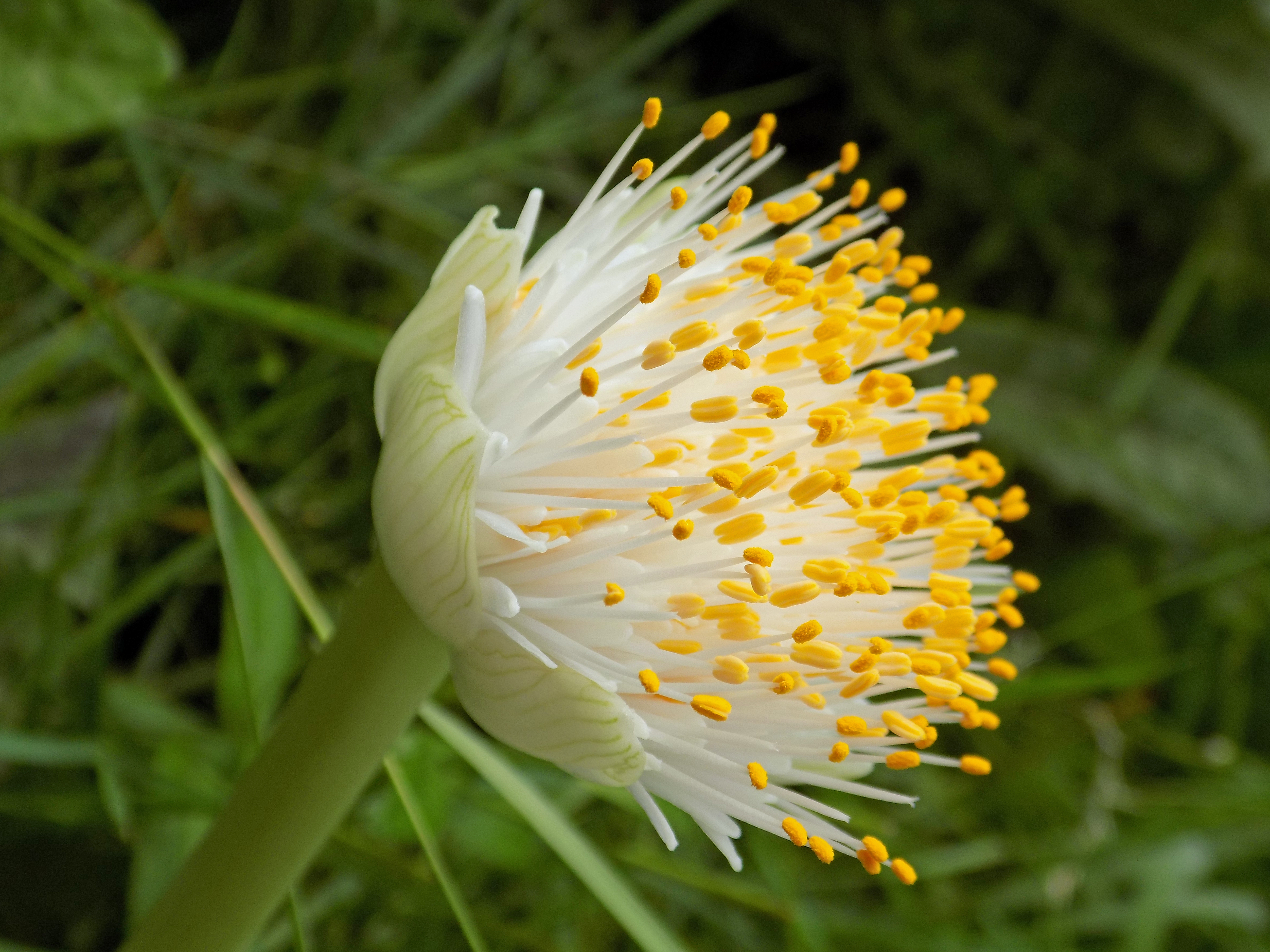
Oreille d'éléphant (Haemanthus albiflos) cultivé

Parmi les genres présents en France, ou cultivés, on peut citer : les Allium (ail, oignon, poireau...), les amaryllis (genres Amaryllis et Hippeastrum), les Clivia, les narcisses et jonquilles (Narcissus), les nivéoles (genres Leucojum et Acis),  les perce-neiges (Galanthus), etc.

## Classification
En classification phylogénétique APG II (2003), cette famille est optionnelle : ces plantes peuvent aussi être incluses dans les Alliacées.
La classification phylogénétique APG III (2009) inclut dans cette famille les genres précédemment placés dans les familles Agapanthaceae, Alliaceae, notamment les genres Agapanthus et Galanthus.

### Liste des genres
Selon Angiosperm Phylogeny Website (16 mars 2013) :
- Allium L.
- ×Amarcrinum Coutts
- ×Amarine Sealy
- Amaryllis L.
- Ammocharis Herb.
- Apodolirion Baker
- Bokkeveldia D.Mull.-Doblies & U.Mull.-Doblies
- Boophone Herb.
- Braxireon Raf.
- Brunsvigia Heist.
- ×Calicharis Meerow
- Caliphruria Herb.
- Calostemma R.Br.
- Carpolyza Salisb.
- Castellanoa Traub
- Chapmanolirion Dinter
- Chlidanthus Herb.
- Clivia Lindl.
- Crinum L.
- Cryptostephanus Welw. ex Baker
- Cybistetes Milne-Redh. & Schweick.
- Cyrtanthus Aiton
- Elisena Herb.
- Eucharis Planch. & Linden
- Eucrosia Ker Gawl.
- Eustephia Cav.
- Famatina Ravenna
- Galanthus L.
- Gemmaria Salisb.
- Gethyllis L.
- Griffinia Ker Gawl.
- Habranthus Herb.
- Haemanthus L.
- Hannonia Braun-Blanq. & Maire
- Haylockia Herb.
- Hessea Herb.
- Hieronymiella Pax
- Hippeastrum Herb.
- Hyline Herb.
- Hymenocallis Salisb.
- Kamiesbergia Snijman
- Lapiedra Lag.
- Leucojum L.
- Lycoris Herb.
- Mathieua Klotzsch
- Namaquanula D.Mull.-Doblies & U.Mull.-Doblies
- Narcissus L.
- Nerine Herb.
- Pamianthe Stapf
- Pancratium L.
- Paramongaia Velarde
- Phaedranassa Herb.
- Placea Miers
- Plagiolirion Baker
- Proiphys Herb.
- Pseudostenomesson Velarde
- Pyrolirion Herb.
- Rauhia Traub
- Rhodophiala C.Presl
- Scadoxus Raf.
- Sprekelia Heist.
- Stenomesson Herb.
- Sternbergia Waldst. & Kit.
- Strumaria Jacq. ex Willd.
- Tedingea D.Mull.-Doblies & U.Mull.-Doblies
- Traubia Moldenke
- Ungernia Bunge
- ×Urceocharis Mast.
- Urceolina Rchb.
- Vagaria Herb.
- Zephyranthes Herb.

Selon DELTA Angio (16 mars 2013) :
- Amaryllis
- Ammocharis
- Apodolirion
- Bokkeveldia
- Boophone
- Bravoa
- Brunsvigia
- Caliphruria
- Calostemma
- Carpolyza
- Chlidanthus
- Choananthus
- Clivia
- Cooperia
- Crinum
- Cryptostephanus
- Cybistetes
- Cyrtanthus
- Eucharis
- Eucrosia
- Eurycles
- Eustephia
- Galanthus
- Gemmaria
- Gethyllis
- Griffinia
- Habranthus
- Haemanthus
- Hannonia
- Hessea
- Hieronymiella
- Hippeastrum
- Hymenocallis
- Ismene
- Lapiedra
- Leptochiton
- Leucojum
- Lycoris
- Namaquanula
- Narcissus
- Nerine
- Pamianthe
- Pancratium
- Paramongaia
- Phaedranassa
- Phycella
- Placea
- Proiphys
- Pucara
- Pyrolirion
- Rauhia
- Rhodophiala
- Scadoxus
- Sprekelia
- Stenomesson
- Sternbergia
- Strumaria
- Tapeinanthus
- Tedingea
- Traubia
- Ungernia
- Urceolina
- Vagaria
- Vallota
- Worsleya
- Zephyranthes

Selon Tropicos (16 mars 2013) (Attention liste brute contenant possiblement des synonymes) :
- Abaphus Raf.
- Abapus Adans.
- Acis Salisb.
- Acrocorion Adans.
- Agapanthus L'Hér.
- Aidema Ravenna
- Ajax Salisb. ex Haw.
- Akrokorion Adans.
- Allibertia P. Marion
- Allium L.
- Almyra Salisb.
- Alstroemera Cothen.
- Amarcrinum Coutts
- Amarine Sealy
- Amarygia Ciferri & Giacomini
- Amarylliris J. C. Graf von Hoffmannsegg
- Amaryllis L.
- Ammocharis Herb.
- Anax Ravenna
- Ancrumia Harv. ex Baker
- Androstemma Lindl.
- Androstephanos Fern. Casas & R. Lara
- Anoeganthus Post & Kuntze
- Anoegosanthus Rchb.
- Anoiganthus Baker
- Anygozanthes Schlechtendal in Willdenow
- Apodolirion Baker
- Argenope Salisb.
- Argolasia Juss.
- Argyropsis M. Roem.
- Arviela Salisb.
- Aschamia Salisb.
- Assaracus Haw.
- Assarcus Pfeiff.
- Atamosco Adans.
- Aulica Raf.
- Aurelia J. Gay
- Aurota Raf.
- Autogenes Raf.
- Beauverdia Herter
- Belladonna (Sweet ex Endl.) Sweet ex W. H. Harvey
- Bokkeveldia D. Müll.-Doblies & U. Müll.-Doblies
- Bollaea Parl.
- Boophana Steud.
- Boophone Herb.
- Braxireon Raf.
- Brunsdonna Tubergen ex Worsley
- Brunserine Traub
- Brunsvigia Heist.
- Buphane Herb.
- Buphone Herb.
- Calathinus Raf.
- Calicharis Meerow
- Caliphruria Herb.
- Callicore Link
- Callipsyche Herb.
- Callithamna B.D. Jacks.
- Callithauma Herb.
- Calophruria Post & Kuntze
- Caloscordum Herb.
- Calostemma R. Br.
- Campylonema J. A. Schultes & J. H. Schultes in J. J. Roemer & J. A. Schultes
- Carpodetes Herb.
- Carpolyza Salisb.
- Carregnoa Boiss.
- Castellanoa Traub
- Cearia Dumort.
- Cepa Mill.
- Chapmanolirion Dinter
- Chianthemum Kuntze
- Chlidanthus Herb.
- Chloraster Haw.
- Choananthus Rendle
- Choeradodia Herb.
- Choerododia Kunth
- Choerophillum Neck.
- Chonais Salisb.
- Choretis Herb.
- Chrysiphiala Ker Gawl.
- Clinanthus Herb.
- Clitanthes Herb.
- Clivia Lindl.
- Coburghia Herb.
- Coburgia Herb.
- Codiaminum Raf.
- Coetocapnia Link & Otto
- Coleophyllum Klotzsch
- Collania Schult. & Schult. f.